# Арборґ (Байфрост-Рівертон)
Арборґ (англ. Arborg) — містечко в Канаді, у провінції Манітоба, у складі муніципалітету Байфрост-Рівертон.

## Населення
За даними перепису 2016 року, містечко нараховувало 1232 особи, показавши зростання на 6,9%, порівняно з 2011-м роком. Середня густина населення становила 556,3 осіб/км².
З офіційних мов обидвома одночасно володіли 20 жителів, тільки англійською — 1 140, а 15 — жодною з них. Усього 245 осіб вважали рідною мовою не одну з офіційних, з них 40 — українську.
Працездатне населення становило 66,9% усього населення, рівень безробіття — 3,3% (3,3% серед чоловіків та 5% серед жінок). 87,6% осіб були найманими працівниками, а 12,4% — самозайнятими.
Середній дохід на особу становив $40 600 (медіана $29 312), при цьому для чоловіків — $48 187, а для жінок $33 786 (медіани — $40 704 та $22 443 відповідно).
36,5% мешканців мали закінчену шкільну освіту, не мали закінченої шкільної освіти — 28,2%, 35,4% мали післяшкільну освіту, з яких 35,9% мали диплом бакалавра, або вищий.
| Статево-вікова структура населення | Статево-вікова структура населення | Статево-вікова структура населення | Статево-вікова структура населення | Статево-вікова структура населення |
| ---------------------------------- | ---------------------------------- | ---------------------------------- | ---------------------------------- | ---------------------------------- |
|                                    |                                    |                                    |                                    |                                    |
| Всього                             | Всього                             | 48,0%52,0%                         |                                    |                                    |
| 0 — 14 років                       | 0 — 14 років                       |                                    | 19,8%                              | 19,8%                              |
| 15 — 64 років                      | 15 — 64 років                      |                                    | 55,1%                              | 55,1%                              |
| 65 і більше                        | 65 і більше                        |                                    | 25,1%                              | 25,1%                              |
| 85 і більше                        | 85 і більше                        |                                    | 7,3%                               | 7,3%                               |
| Середній вік (років)               | Середній вік (років)               | 39,646,2                           | 43,0                               | 43,0                               |
| Медіана (років)                    | Медіана (років)                    | 37,445,1                           | 41,0                               | 41,0                               |
| — чоловіки — жінки                 |                                    |                                    |                                    |                                    |

| Походження мешканців:     | Походження мешканців:     | Походження мешканців: | Походження мешканців: | Походження мешканців: |
| ------------------------- | ------------------------- | --------------------- | --------------------- | --------------------- |
| Походження                |                           |                       | осіб                  | %                     |
| Корінні американці        | Корінні американці        |                       | 160                   | 13.97%                |
| Інше північноамериканське | Інше північноамериканське |                       | 260                   | 22.71%                |
| Європейське               | Європейське               |                       | 920                   | 80.35%                |
| британське                | британське                |                       | 355                   | 31%                   |
| французьке                | французьке                |                       | 40                    | 3.49%                 |
| українське                | українське                |                       | 285                   | 24.89%                |
| Латинськоамериканське     | Латинськоамериканське     |                       | 15                    | 1.31%                 |
| Африканське               | Африканське               |                       | 20                    | 1.75%                 |
| Азійське                  | Азійське                  |                       | 65                    | 5.68%                 |

| Зайнятість населення за галузями (за класифікацією NOC): | Зайнятість населення за галузями (за класифікацією NOC): | Зайнятість населення за галузями (за класифікацією NOC): | Зайнятість населення за галузями (за класифікацією NOC): | Зайнятість населення за галузями (за класифікацією NOC): |
| -------------------------------------------------------- | -------------------------------------------------------- | -------------------------------------------------------- | -------------------------------------------------------- | -------------------------------------------------------- |
|                                                          |                                                          |                                                          |                                                          |                                                          |
| Управління                                               | Управління                                               |                                                          | 13,2%                                                    | 13,2%                                                    |
| Бізнес, фінанси та адміністрування                       | Бізнес, фінанси та адміністрування                       |                                                          | 9,1%                                                     | 9,1%                                                     |
| Природничі та прикладні науки                            | Природничі та прикладні науки                            |                                                          | 2,5%                                                     | 2,5%                                                     |
| Охорона здоров'я                                         | Охорона здоров'я                                         |                                                          | 9,1%                                                     | 9,1%                                                     |
| Освіта, правозахист, муніципальні та урядові служби      | Освіта, правозахист, муніципальні та урядові служби      |                                                          | 14%                                                      | 14%                                                      |
| Мистецтво, культура, відпочинок та спорт                 | Мистецтво, культура, відпочинок та спорт                 |                                                          | 1,7%                                                     | 1,7%                                                     |
| Роздрібна торгівля та послуги                            | Роздрібна торгівля та послуги                            |                                                          | 21,5%                                                    | 21,5%                                                    |
| Гуртова торгівля, транспорт та обладнання                | Гуртова торгівля, транспорт та обладнання                |                                                          | 14,9%                                                    | 14,9%                                                    |
| Природні ресурси, сільське господарство                  | Природні ресурси, сільське господарство                  |                                                          | 5,8%                                                     | 5,8%                                                     |
| Виробництво                                              | Виробництво                                              |                                                          | 5,8%                                                     | 5,8%                                                     |

## Клімат
Місто знаходиться у зоні, котра характеризується вологим континентальним кліматом з теплим літом. Найтепліший місяць — липень із середньою температурою 18.6 °C (65.4 °F). Найхолодніший місяць — січень, із середньою температурою -18.3 °С (-0.9 °F).
| Клімат Арборґа          | Клімат Арборґа | Клімат Арборґа | Клімат Арборґа | Клімат Арборґа | Клімат Арборґа | Клімат Арборґа | Клімат Арборґа | Клімат Арборґа | Клімат Арборґа | Клімат Арборґа | Клімат Арборґа | Клімат Арборґа | Клімат Арборґа |
| Показник                | Січ.           | Лют.           | Бер.           | Квіт.          | Трав.          | Черв.          | Лип.           | Серп.          | Вер.           | Жовт.          | Лист.          | Груд.          | Рік            |
| Абсолютний максимум, °C | 7,5            | 7,8            | 16,7           | 30             | 37             | 37             | 36,5           | 36,1           | 36,5           | 28,5           | 20,6           | 9,5            | 37             |
| Середній максимум, °C   | −12,6          | −8,9           | −1,8           | 9,1            | 16,9           | 21,9           | 24,8           | 24             | 17,5           | 9,1            | −1,6           | −9,9           | 7,4            |
| Середня температура, °C | −18,3          | −14,9          | −7,5           | 3              | 10             | 15,8           | 18,6           | 17,5           | 11,5           | 3,9            | −6             | −14,8          | 1,6            |
| Середній мінімум, °C    | −23,9          | −20,8          | −13,3          | −3,2           | 3,2            | 9,6            | 12,3           | 10,9           | 5,4            | −1,3           | −10,3          | −19,7          | −4,3           |
| Абсолютний мінімум, °C  | −45,6          | −48,3          | −42,2          | −29,5          | −14            | −5             | 1,1            | −2             | −7,8           | −21            | −40            | −41,1          | −48,3          |
| Норма опадів, мм        | 16.9           | 12.4           | 24.9           | 25.9           | 55.4           | 80.9           | 70.3           | 68.9           | 53.4           | 43.9           | 27             | 19.7           | 499.4          |
| Днів з опадами          | 5,9            | 4,7            | 6,1            | 5,4            | 7,6            | 11             | 10             | 9,6            | 8,8            | 7,6            | 6,6            | 6,3            | 89,5           |
| Днів з дощем            | 0              | 0,3            | 2              | 3,3            | 7,6            | 11             | 8,9            | 8,2            | 8,4            | 6,2            | 1,9            | 0,2            | 57,9           |
| Днів зі снігом          | 5,8            | 4,5            | 4,6            | 2              | 0,2            | 0              | 0              | 0              | 0,2            | 1,5            | 5,4            | 6,2            | 30,3           |
| ----------------------- | -------------- | -------------- | -------------- | -------------- | -------------- | -------------- | -------------- | -------------- | -------------- | -------------- | -------------- | -------------- | -------------- |
| Джерело: Weatherbase    |                |                |                |                |                |                |                |                |                |                |                |                |                |